# 利奇基夫齊
49°8′46″N 26°9′36″E / 49.14611°N 26.16000°E
利奇基夫齊（烏克蘭語：Личківці），是烏克蘭的村落，位於該國西部捷爾諾波爾州，由喬爾特基夫區負責管轄，處於泰納河畔，分別距離薩莫盧斯基夫齊2公里和維利希夫奇克4.5公里，始建於1562年，面積3.54平方公里，2001年人口1,313。